# Червоне Море (штат)
Червоне Море (араб. البحر الأحمر, Ель-Бахр-ель-Ахмар) — один з 18 штатів Судану. На території провінції знаходиться Халаїбський трикутник — спірний район площею 20 580 км².
- Територія 218887 км²
- Населення 1396110 чоловік (на 2008).

Адміністративний центр — місто Порт-Судан. Провінція очолюється губернатором.

## Адміністративний поділ

Адміністративний поділ провінції

Провінція ділиться на 4 округи (дистрикти):
1. Халаїб (Halayeb)
2. Порт-Судан (Port Sudan)
3. Сінкат (Sinkat)
4. Токар (Tokar)